# Psilotum nudum
Psilotum complanatum (lat. Psilotum), vrsta paprati iz porodice Psilotaceae. Izvorni areal ove vrste su tropi i suptropi. To je trajnica ili epifit i prvenstveno raste u vlažnom tropskom biomu. Koristi se kao lijek i hrana je za beskralježnjake.

## Oblik rasta
Uspravne biljke poput paprati, narastu do oko 20 – 50 cm duljine, dihotomno rašljaste.

## Korijenje
Razgranati rizomi, obično skupljeni zajedno.

## Lišće
Lišće smanjeno na male listove nalik ljuskama, duljine oko 1 – 2,5 mm, bez uzorka žilica.

## Sinonimi
Postoje brojni sinonimi.